# فرودگاه شهری سنترویل (ایووا)
فرودگاه شهری سنترویل (ایووا) (به انگلیسی: Centerville Municipal Airport (Iowa)) یک فرودگاه همگانی بهره‌برداری هوایی است که یک باند فرود بتن دارد و طول باند آن ۱۲۴۹ متر است. این فرودگاه در کشور ایالات متحده آمریکا قرار دارد و در ارتفاع ۳۱۲ متری از سطح دریا واقع شده‌است.